# Suchowola (powiat buski)
Suchowola – wieś w Polsce położona w województwie świętokrzyskim, w powiecie buskim, w gminie Stopnica.
W latach 1975–1998 miejscowość należała administracyjnie do województwa kieleckiego.
We wsi działa jednostka OSP. Dobrze rozwinięte jest tu sadownictwo i uprawa truskawek.